# Ульянка (муниципальный округ)
Улья́нка — муниципальный округ № 26 в составе Кировского района Санкт-Петербурга.
Округ назван по одноимённому историческому району Ульянка.
На территории МО расположено 16 детских садов, 10 школ, 5 колледжей и лицеев, ряд подростковых клубов и поликлиник, а также городской онкологический диспансер и центральный КВД Кировского района.

## Герб
Герб МО — серебряная геральдическая птица на червленом фоне. Согласно толкованию, серебряный цвет символизирует чистоту, червленый — торжество, но и кровь, пролитую на этих землях защитниками Ленинграда. Птица сама по себе также символизирует свободу и чистоту, а также является отсылкой на разведение птиц на дачах фаворитов, располагавшихся в этой местности.

## Границы

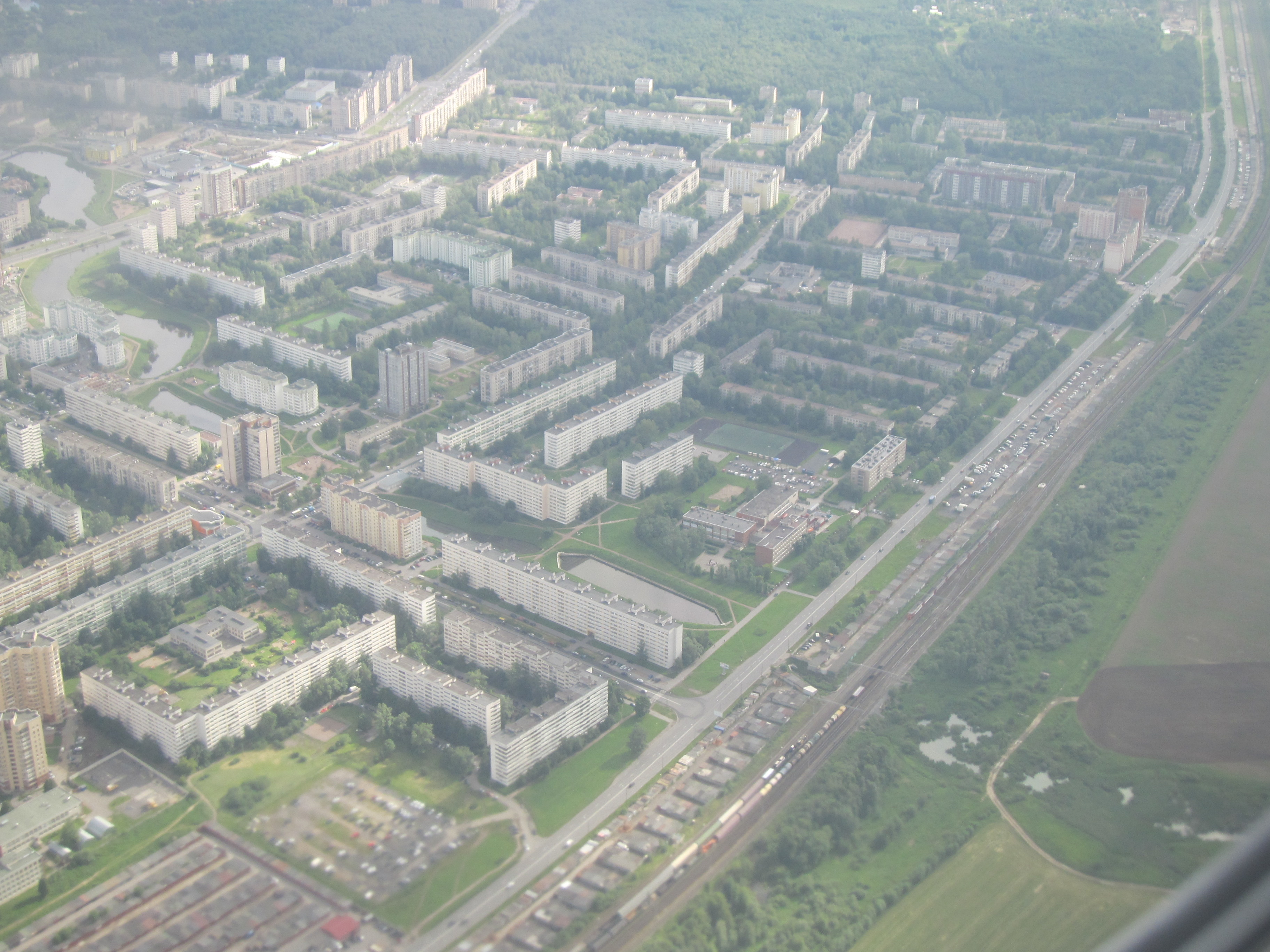
Вид на Ульянку с самолёта

Границы округа, согласно Уставу муниципального образования, проходят:
- от проспекта Маршала Жукова по улице Солдата Корзуна до пересечения с рекой Новая и безымянным проездом,
- по этому проезду на северо-восток до пересечения с улицей Козлова,
- по улице Козлова до проспекта Ветеранов,
- по проспекту Ветеранов до улицы Лени Голикова,
- по улице Лени Голикова до проспекта Народного Ополчения,
- на восток по проспекту Народного Ополчения до прохода через железную дорогу напротив дома № 145 по проспекту Народного Ополчения,
- на юго-восток по проходу до южной стороны полосы отвода Балтийского направления железной дороги,
- на запад по южной стороне полосы отвода Балтийского направления железной дороги до Лиговского путепровода,
- по Лиговскому путепроводу,
- на северо-восток по проспекту Маршала Жукова до улицы Солдата Корзуна.

## Население
| 2002    | 2010    | 2012    | 2013    | 2014    | 2015    | 2016    |
| ------- | ------- | ------- | ------- | ------- | ------- | ------- |
| 75 533  | ↘75 411 | ↘75 250 | ↘74 537 | ↗75 594 | ↗75 890 | ↗76 088 |
| 2017    | 2018    | 2019    | 2020    | 2021    | 2023    | 2025    |
| ↘75 339 | ↘75 260 | ↘75 173 | ↘75 142 | ↗78 271 | ↘77 238 | ↘75 768 |

## Галерея

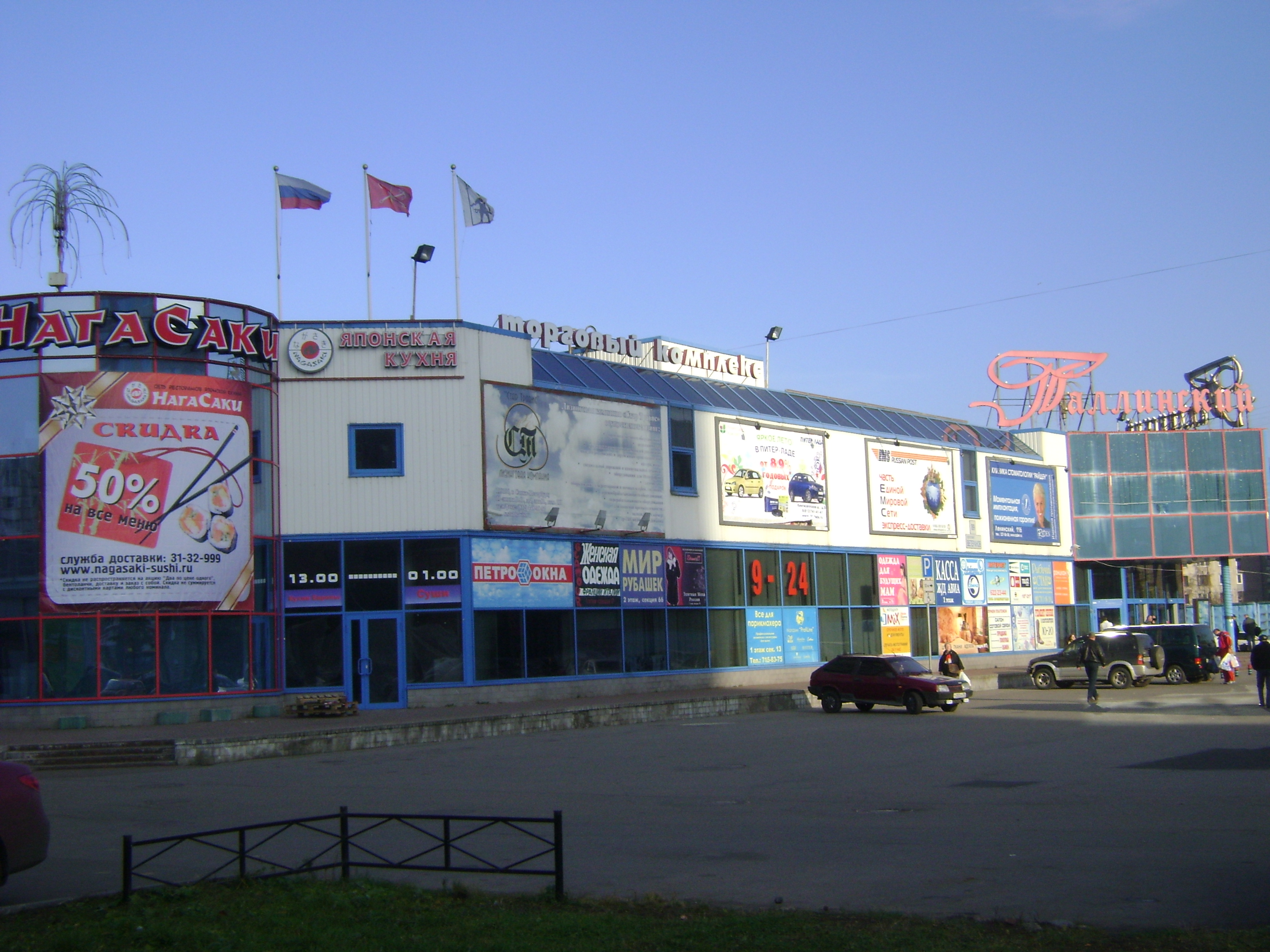
Таллинский универсам
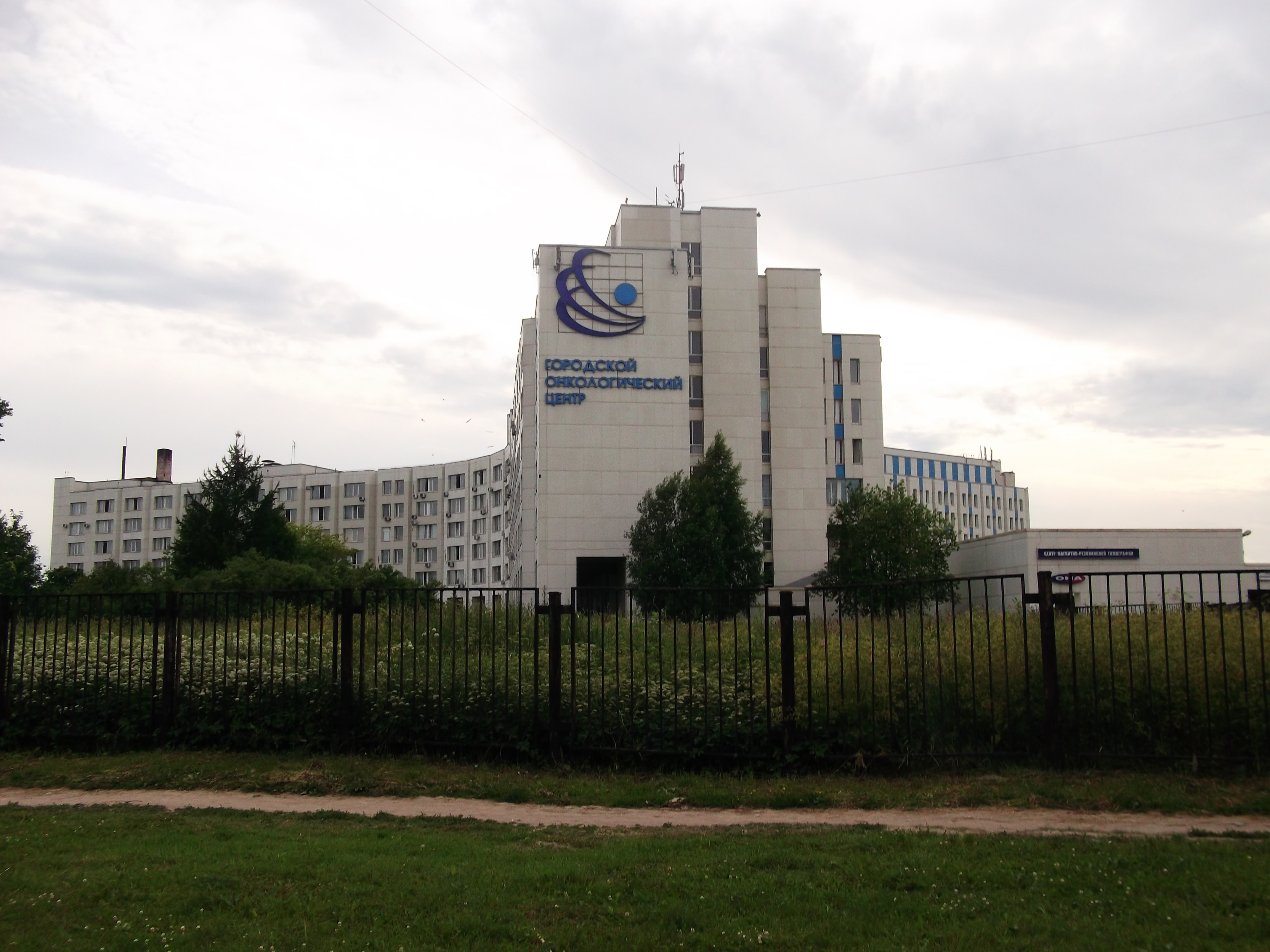
Городской клинический онкологический диспансер
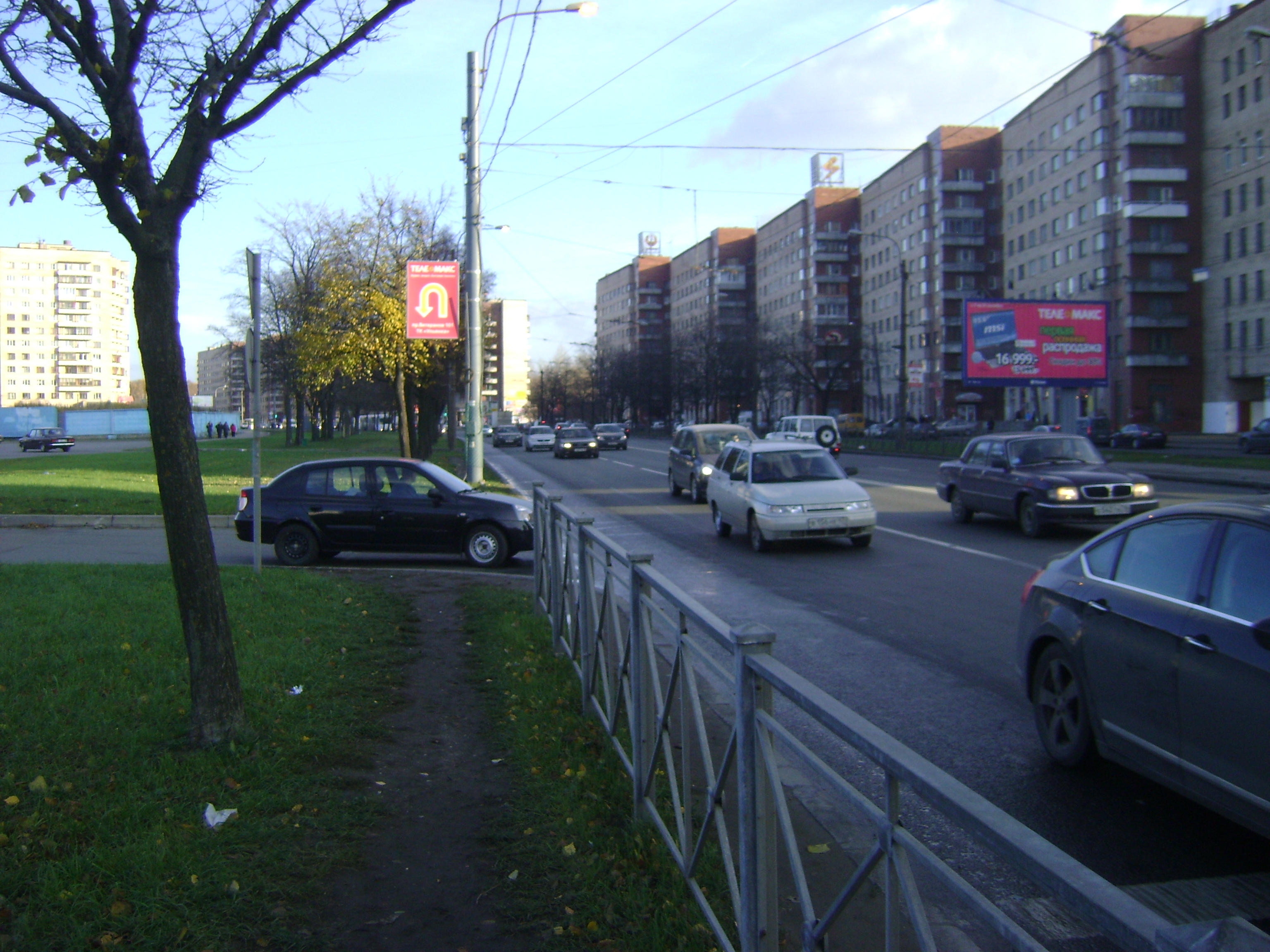
Проспект Ветеранов
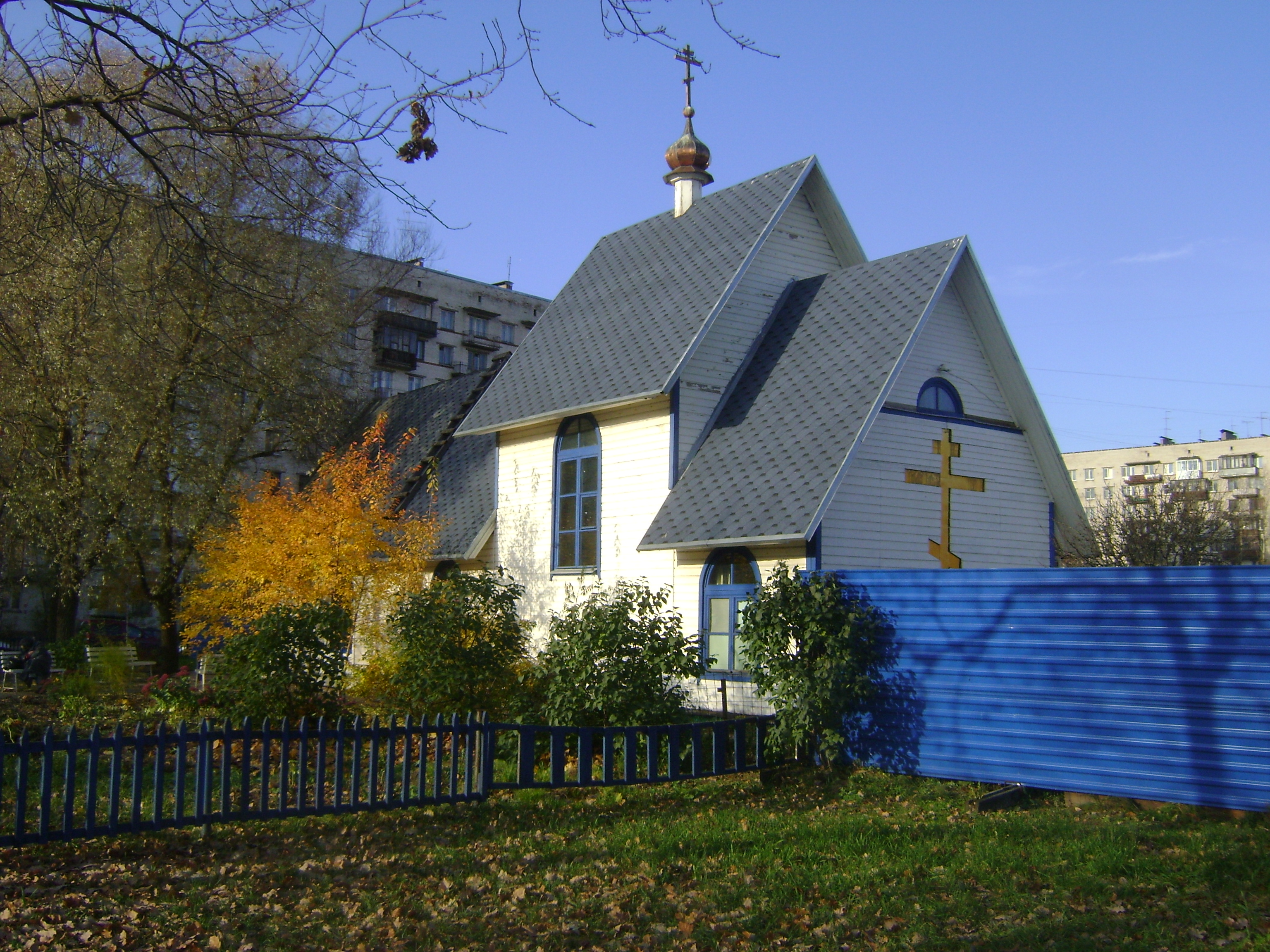
Храм-часовня Всех святых, в земле Санкт-Петербургской
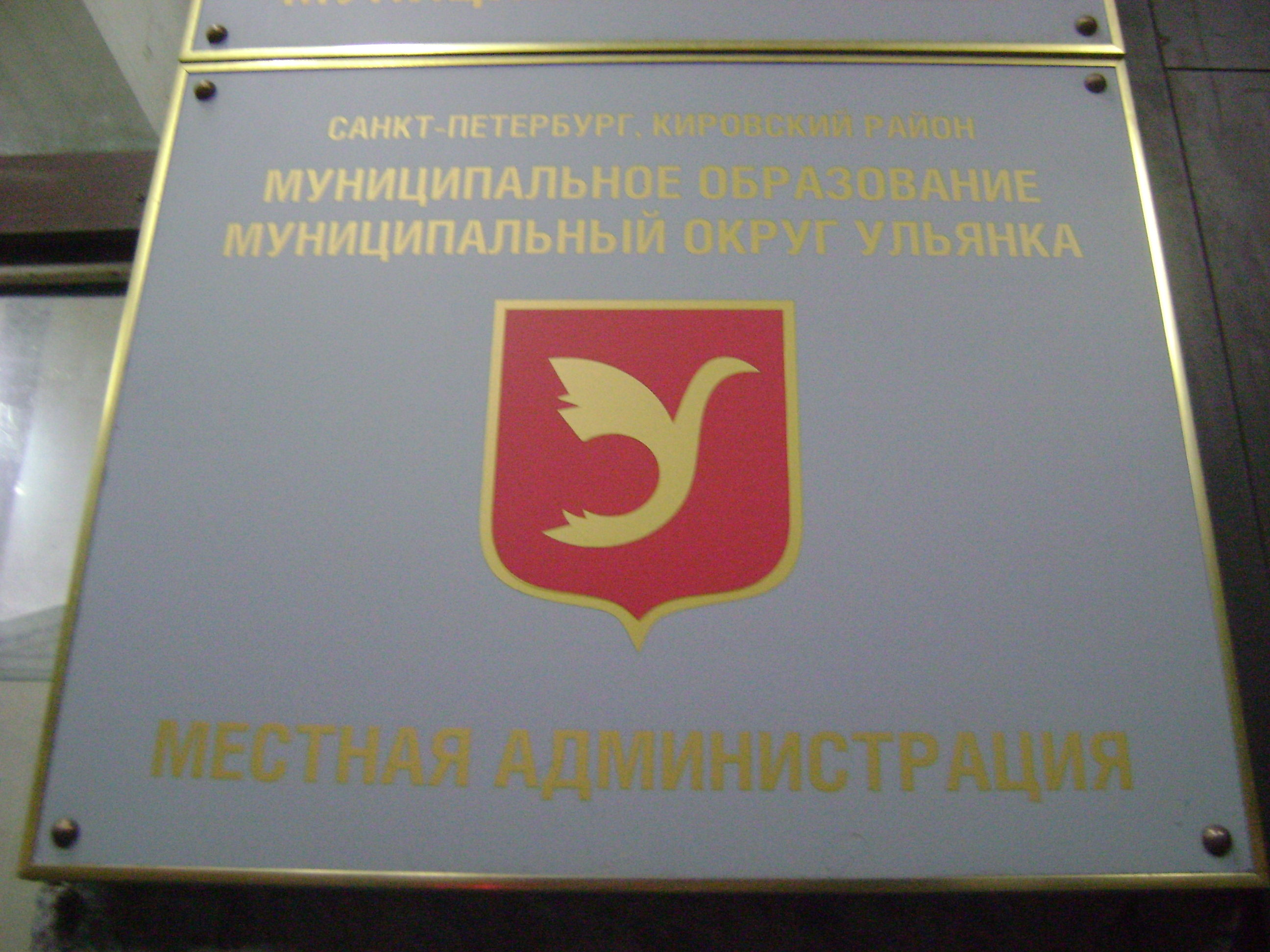
Табличка на здании местной администрации
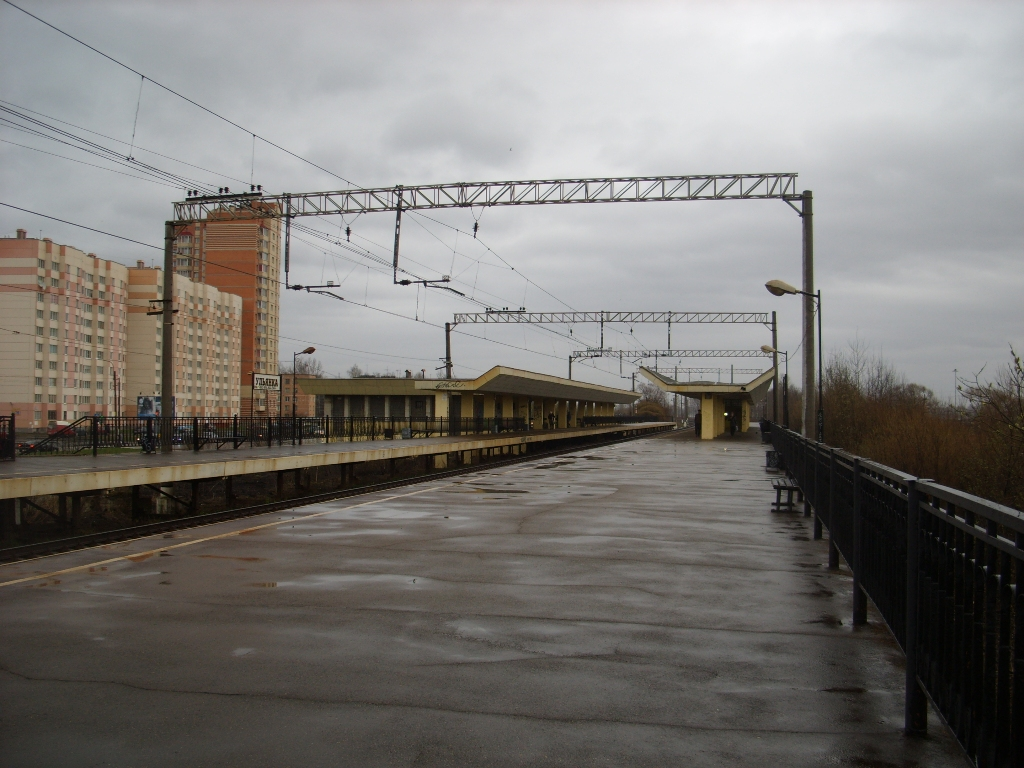
Железнодорожная платформа «Ульянка»
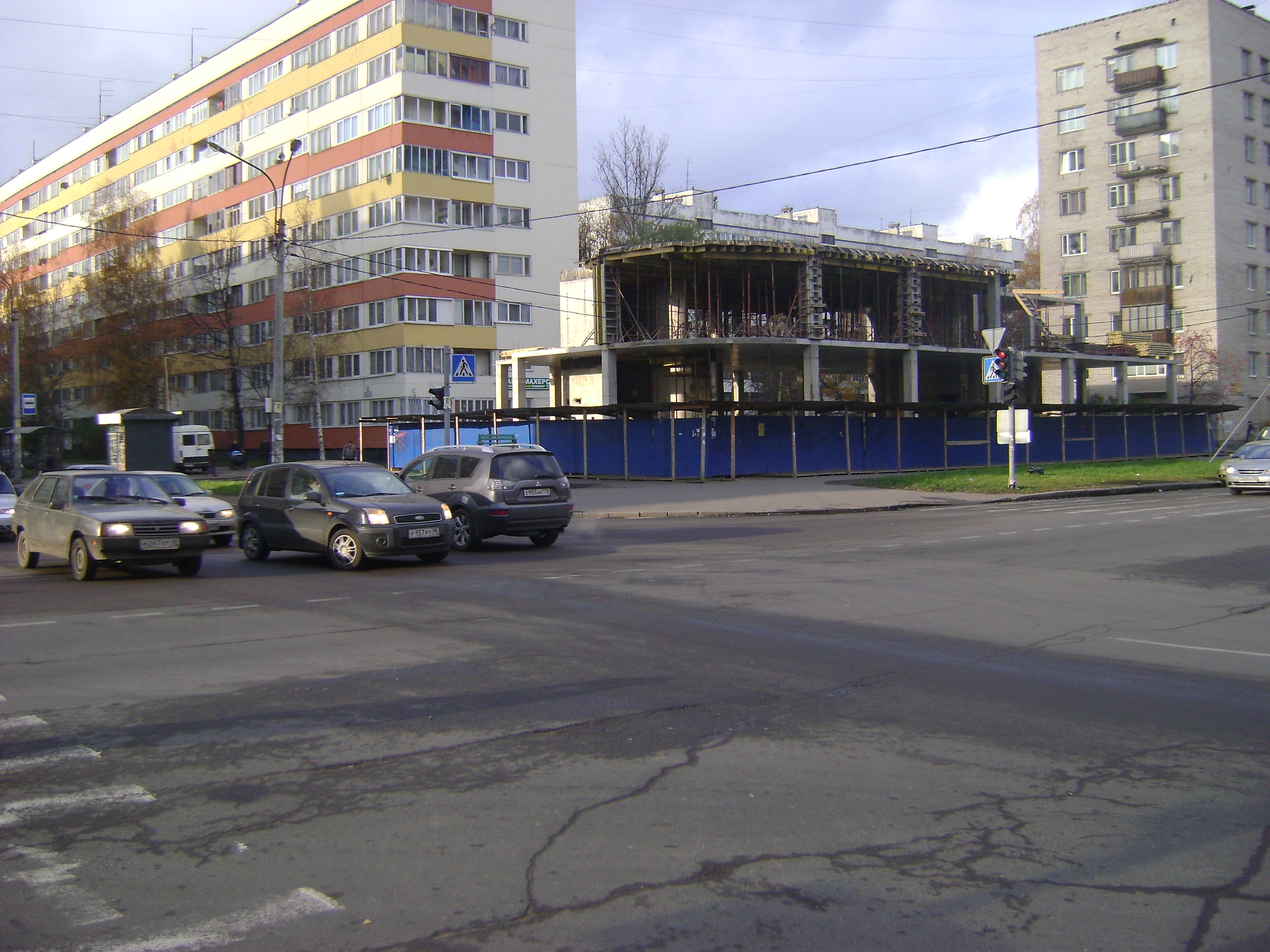
Перекрёсток улиц Г. Симоняка и Стойкости
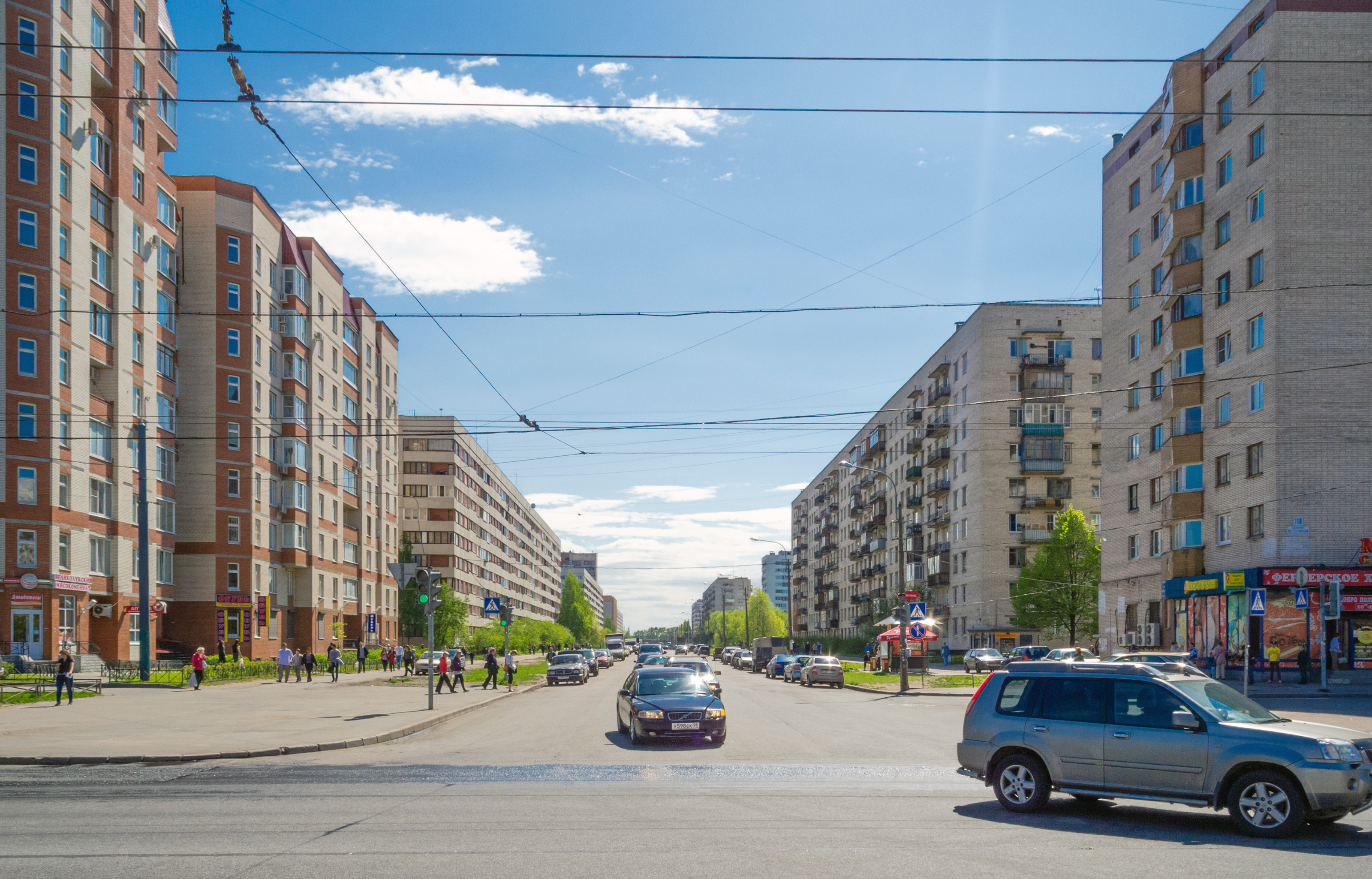
Улица Генерала Симоняка
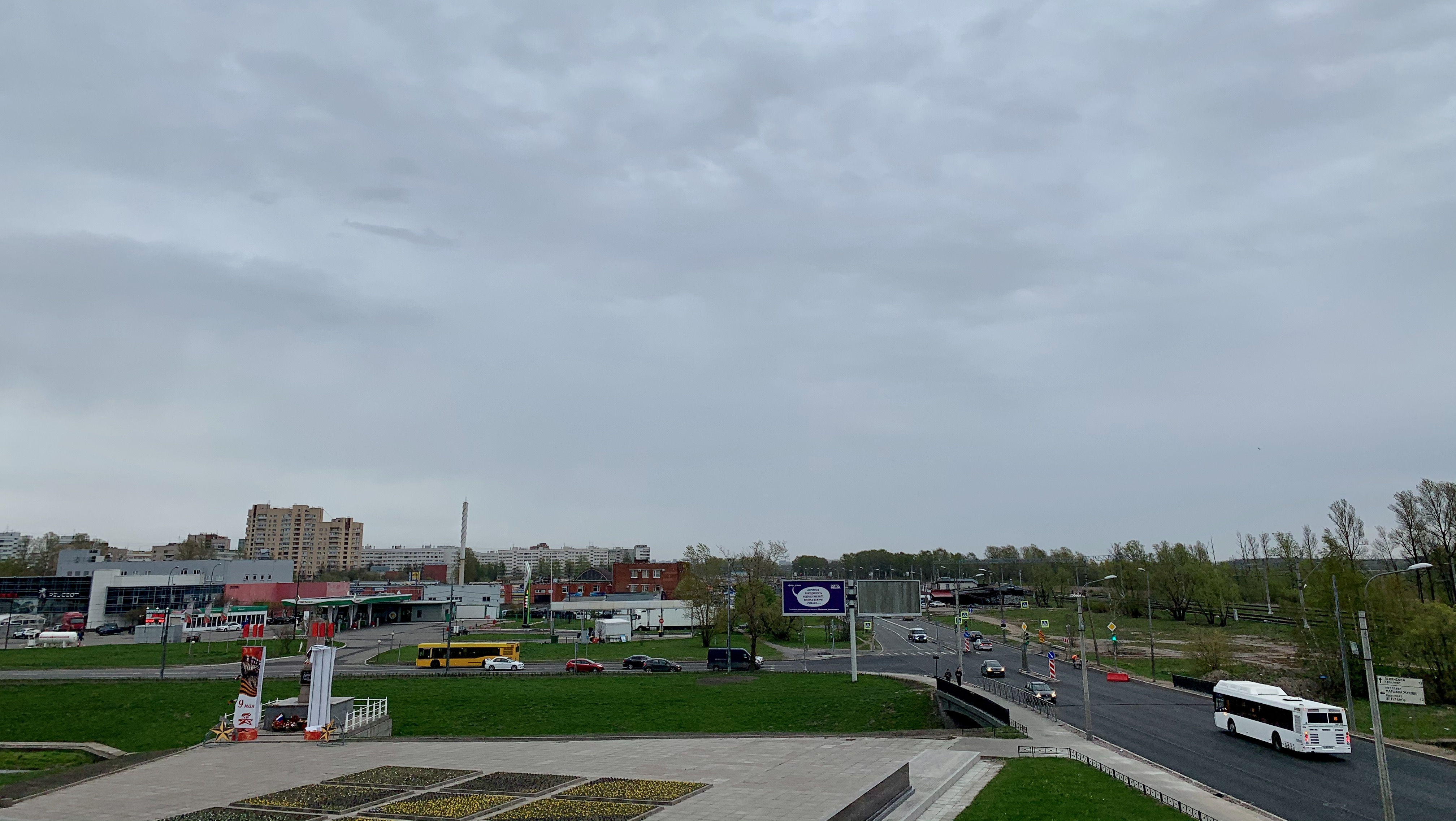
Проспект Народного Ополчения